# 17099 Emilytianshi
A 17099 Emilytianshi (ideiglenes jelöléssel (17099) 1999 JE37) a Naprendszer kisbolygóövében található aszteroida. A LINEAR projekt keretében fedezték fel 1999. május 10-én.